# Psychonauta
Psychonauta (od stgr. ψυχή psychē „dusza/duch/umysł”) i ναύτης (naútēs „marynarz/nawigator”) – osoba doświadczająca celowo wywołanych zmian świadomości (doświadczeń psychodelicznych), w celu poznania swojego umysłu poprzez bezpośrednie doświadczenie. Zmiana stanu świadomości może zostać wywołana poprzez:
- zażycie psychodelików
- deprywację sensoryczną
- różnego rodzaju techniki oddechowe
- neurofeedback
- stymulację fal mózgowych światłem i dźwiękiem
Osobę wywołującą u siebie świadome śnienie określa się mianem oneironauty (celem psychonauty są również doświadczenia związane ze świadomym snem). Natomiast przez obenautę rozumie się osobę, która celowo wywołuje u siebie odmienny stan świadomości, określany jako doświadczenie poza ciałem – OOBE.